# Lose My Breath
„Lose My Breath” – pierwszy singel grupy Destiny’s Child, pochodzący z ich szóstego studyjnego albumu Destiny Fulfilled z 2004 roku. Twórcami piosenki są Beyoncé Knowles, Kelly Rowland, Michelle Williams, Rodney Jerkins, LaShawn Daniels, Fred Jerkins III, Sean Garrett oraz Jay-Z.

## Lista utworów
- Maxi CD single

1. „Lose My Breath” (Album Version)
2. „Lose My Breath” (Maurice's Nu Soul Mix)
3. „Lose My Breath” (Paul Johnson's Club Mix)
4. „Why You Actin”

- US CD single

1. „Lose My Breath” (Album Version)
2. „Game Over”

## Inne wersje singla
- „Lose Me Breath” (Radio Mix)
- „Lose Me Breath” (Radio Mix 2)
- „Lose My Breath” (Instrumental)
- „Lose My Breath” (Acapella)
- „Lose My Breath” (Extended Mix)
- „Lose Me Breath” (Remix) (feat Khia & Chingy)
- „Lose Me Breath” (Remix) (feat Wise)
- „Lose My Breath” (Inhale...Breath Radio Remix)
- „Lose My Breath” (Exhale...Breath Club Remix)
- „Lose My Breath” (Burn The House Down Mix)
- „Lose My Breath” (Jones & Moss Main Radio Mix)
- „Lose My Breath” (Jones & Cabrera Vibelicious Bring Da House Edit)
- „Lose My Breath” (UK DJ 12” Demo)
- „Lose Me Breath” (Hex Hector Mixshow Edit)
- „Lose Me Breath” (Mac Quayle Dream Club Mix)
- „Lose My Breath” (Maurice's Nu Soul Remix)
- „Lose My Breath” (Paul Johnson Club Mix)
- „Lose My Breath” (Peter Rauhoffer Breathless Mix)
- „Lose My Breath” (Peter Rauhoffer Breathless Dub)
- „Lose My Breath” (MGM Mix)
- „Lose My Breath” (Seamus Haji Remix)
- „Lose My Breath” (Joe Smooth Strings Of Life Mix)
- „Lose My Breath” (Junior Vasquez Remix)
- „Lose My Breath” (Riley York vs Chris Cox Drum Revenge Mix)

## Pozycje na listach przebojów
| Lista (2004)               | Najwyższa pozycja |
| -------------------------- | ----------------- |
| Argentinian Singles Charts | 4                 |
| Australian ARIA Charts     | 3                 |
| Austrian Singles Charts    | 8                 |
| Belgium Official Chart     | 1                 |
| Brazil Hot 100 Charts      | 8                 |
| Canadian Singles Chart     | 16                |
| Chilean Singles Charts     | 3                 |
| Chinese Singles Charts     | 1                 |
| Danish Singles Charts      | 4                 |
| Dutch Singles Chart        | 4                 |
| Finnish Singles Charts     | 3                 |
| French Singles Charts      | 8                 |
| German Singles Charts      | 3                 |
| Greece Singles Charts      | 6                 |
| Indian Singles Charts      | 1                 |
| Israel Singles Charts      | 1                 |
| Irish Singles Charts       | 1                 |

| Lista (2004)                   | Najwyższa pozycja |
| ------------------------------ | ----------------- |
| Italian Singles Charts         | 3                 |
| Japanese Singles Charts        | 16                |
| Latin America Top 40           | 29                |
| New Zealand Singles Chart      | 4                 |
| Norwegian Singles Chart        | 2                 |
| Portuguese Singles Charts      | 2                 |
| Russian Singles Charts         | 8                 |
| Spanish Singles Charts         | 2                 |
| Swedish Singles Charts         | 8                 |
| Swiss Singles Charts           | 1                 |
| Taiwanese Singles Charts       | 6                 |
| UK Singles Charts              | 1                 |
| U.S. Billboard Hot 100         | 3                 |
| U.S. Hot R&B/Hip-Hop Singles   | 10                |
| U.S. Hot Dance Music/Club Play | 1                 |
| U.S. Hot Dance Radio Airplay   | 1                 |
| U.S. Hot Ringtones             | 3                 |
| United World Tracks Chart      | 1                 |